# Constantin Moiceanu
Constantin Moiceanu (n. 9 iunie 1912 - d. 11 mai 2003) a fost un senator român în legislatura 1992-1996 ales în județul Bacău pe listele partidului PSDR. În legislatura 1996-2000, Constantin Moiceanu a fost ales ca deputat pe listele PDSR și a fost membru în grupurile parlamentare de prietenie cu Republica Costa Rica, Regatul Belgiei și Republica Elenă și a inițiat 4 propuneri legislative. Constantin Moiceanu a fost de profesie cadru didactic.   

## Legaturi externe
- Constantin Moiceanu Arhivat în 22 iunie 2024, la Wayback Machine. la cdep.ro